# Zlokutjene (distrikt i Bulgarien, Oblast Sofija)
Zlokutjene (bulgariska: Злокучене) är ett distrikt i Bulgarien.   Det ligger i kommunen Obsjtina Samokov och regionen Sofijska oblast, i den västra delen av landet, 40 km sydost om huvudstaden Sofia.
I omgivningarna runt Zlokutjene växer i huvudsak blandskog. Runt Zlokutjene är det ganska glesbefolkat, med 38 invånare per kvadratkilometer.